# Fagure uniform
În geometrie un fagure uniform sau o teselare uniformă sau un politop uniform infinit⁠(d), este un fagure format din fațete de politopuri uniforme. Toate vârfurile sale sunt identice și există aceeași combinație și aranjament al fețelor la fiecare vârf. Dimensiunea sa poate fi exprimată prin n-fagure pentru un fagure n-dimensional.
Un fagure uniform n-dimensional poate fi construit pe suprafața n-sferelor, în spațiul euclidian n-dimensional și spațiul hiperbolic n-dimensional. Un fagure uniform bidimensional este mai des numit pavare uniformă.
Aproape toate teselările uniforme pot fi generate prin construcția Wythoff și reprezentate printr-o diagramă Coxeter–Dynkin. Terminologia pentru politopurile uniforme convexe utilizată în articolele poliedru uniform, 4-politop uniform, 5-politop uniform, 6-politop uniform, pavare uniformă și fagure uniform convex a fost elaborată de Norman Johnson.
Teselările Wythoffiene pot fi definite prin figura vârfului. Pentru pavările bidimensionale, acestea pot fi descrise prin configurația vârfului, care dă succesiunea de fețe din jurul fiecărui vârf. De exemplu, 4.4.4.4 reprezintă o pavare regulată, o pavare pătrată, cu 4 pătrate în jurul fiecărui vârf. În general, figurile vârfului teselărilor uniforme n-dimensionale sunt definite printr-un (n−1)-politop cu laturile etichetate cu numere întregi, reprezentând numărul de laturi ale fețelor poligonale care se întâlnesc în fiecare latură care radiază de la un vârf.

## Exemple de faguri uniformi
| pavări bidimensionale  | pavări bidimensionale               | pavări bidimensionale           | pavări bidimensionale                                           | pavări bidimensionale                                                |
|                        | Sferică                             | Euclidiană                      | Hiperbolice                                                     | Hiperbolice                                                          |
| ---------------------- | ----------------------------------- | ------------------------------- | --------------------------------------------------------------- | -------------------------------------------------------------------- |
| Diagramă Coxeter       |                                     |                                 |                                                                 |                                                                      |
| Imagine                | Icosidodecaedru trunchiat           | Pavare trihexagonală trunchiată | Pavare triheptagonală trunchiată (pe modelul discului Poincaré) | Pavare apeirogonală trunchiată                                       |
| Figura vârfului        |                                     |                                 |                                                                 |                                                                      |
| faguri tridimensionali |                                     |                                 |                                                                 |                                                                      |
|                        | 3-sferic                            | 3-euclidian                     | 3-hiperbolic                                                    | 3-hiperbolic                                                         |
| Diagramă Coxeter       |                                     |                                 |                                                                 |                                                                      |
| Imagine                | (Proiecție stereografică) 16-celule | fagure cubic                    | fagure dodecaedric de ordinul 4 (pe modelul Beltrami–Klein)     | fagure pavare hexagonală de ordinul 4 (pe modelul discului Poincaré) |
| Figura vârfului        | (Octaedru)                          | (Octaedru)                      | (Octaedru)                                                      | (Octaedru)                                                           |